# Руслан Мікаберідзе
Русла́н Григо́рович Мікабері́дзе (груз. რუსლან გრიგოლის ძე მიქაბერიძე; 24 серпня 1939, Харків — 16 грудня 2020, Тбілісі) — радянський і грузинський актор театру й кіно, майстер дубляжу. Заслужений артист Грузинської РСР (1981).

## Життєпис
Народився 24 серпня 1939 року в Харкові. У 1960—1962 роках навчався в культурно-просвітницькій школі художньої самодіяльності в Тбілісі, яку не закінчив. 1969 року закінчив філологічний факультет Тбіліського державного університету.
У різних роках працював у Грузинському театрі юного глядача (1960—1970), Тбіліському академічному театрі імені К. Марджанішвілі (1971—1972), від 1972 року — Грузинському державному академічному театрі імені Шота Руставелі.
Знімався в кіно від 1966 до 2011 року. Заграв у більш ніж 40 художніх фільмах, здебільшого в ролях другого плану й епізодах. Найвідоміші ролі — Ґіві Іванович Ґоґлідзе, командир льотного загону аеропорту Телаві у фільмі «Міміно», Тофік Рустамов у фільмі «Сибіріада».
Працював на кіностудії «Грузія-фільм». Разом з акторською кар'єрою також займався поезією й опублікував кілька збірок своїх віршів. Брав участь у грузинському національно-визвольному русі.
Помер 16 грудня 2020 року в Тбілісі.

## Фільмографія
- 1966: Білі, білі лелеки
- 1972: Викрадення місяця — Джото
- 1975: Кохання з першого погляду
- 1976: Справжній тбілісець та інші — службовець / Ґурам Ерастович Коберідзе
- 1977: Береги (1, 3 та 6 серії) — жандарм Шванґірадзе
- 1977: Міміно — Ґіві Іванович Ґоґлідзе
- 1978: Сибіріада — Тофік Закірович Рустамов
- 1979: Ніка в горах
- 1979: Небезпечні друзі — «Сатана», убитий грабіжник
- 1980: Чому свистить соловей (короткометражний)
- 1980: Ціль — моряк
- 1980: Дурна куля
- 1980: Тегеран-43 — терорист
- 1981: Плавець — Доментій Думбадзе
- 1983: Б'ють — біжи
- 1983: У холодильнику хтось сидів —Арсен
- 1983: Ратілі — грузин-співак
- 1984: Подорож молодого композитора — Шалва Хетерелі
- 1984: Біла троянда безсмертя — Чудовисько
- 1986: Нейлонова ялинка — водій автобуса
- 1986: Чегемський детектив — Бахут
- 1987: Пригоди Еллі і Рару — Ґуґу, водій рефрижератора
- 1987: Хареба і Гогі — генерал
- 1988: Ліхтар на вітрі
- 1989: Травневий сніг — машиніст
- 1989: Відсторонені — перехожий
- 1989: Минуле завжди з нами — декан ВДІКу
- 1989: Турандот — режисер на худраді
- 1990: Ох, цей страшний, страшний телевізор — Анзор
- 1990: Паспорт (фільм) — турок Мустафа
- 1992: Угода
- 2005: І йшов поїзд — пасажир
- 2011: Угода через 20 років — Како